# Gustavo Giagnoni
Gustavo Giagnoni (Olbia, 23 marzo 1933 – Folgaria, 7 agosto 2018) è stato un calciatore e allenatore di calcio italiano, di ruolo difensore.

## Carriera

### Giocatore
Giagnoni iniziò a giocare nella squadra della sua città natale, l'Olbia nel 1954.
Nel 1955 si trasferì alla Reggiana in IV Serie, con cui conquistò la promozione in Serie C.
Nel 1957 passò al Mantova, dove rimase per 7 anni, conquistando 3 promozioni in 4 anni, passando dalla IV Serie alla Serie A. Debuttò in Serie A con i lombardi il 27 agosto 1961 a Torino contro la Juventus (1-1).
Dopo una stagione in Serie B con la Reggiana ritornò al Mantova, conquistando nuovamente la promozione in Serie A nel 1966. In totale con il Mantova ha disputato oltre 300 partite ufficiali, di cui 141 in Serie A.

### Allenatore
Giagnoni dopo il ritiro assunse la carica di allenatore del settore giovanile del Mantova su richiesta del presidente del lombardi Andrea Zenesini. Nel 1969 subentrò in prima squadra a Mannocci, riuscendo a salvare la squadra. Nella stagione seguente arrivò quarto ad un solo punto dalla promozione in Serie A, conquistata l'anno seguente.
Nel 1971 passò al Torino, con cui conquistò un secondo posto alla prima stagione in panchina, e dove si rese protagonista di un episodio, il 9 dicembre 1973, quando durante un derby con la Juventus, insultato sarcasticamente da Franco Causio, tirò un pugno a quest'ultimo, lasciandolo tramortito in campo.
Nel 1974 fu chiamato alla guida del Milan, in cui rimase fino all'ottobre 1975 quando, prima dell'inizio del campionato, fu sostituito da Giovanni Trapattoni. In seguito allenò il Bologna (1976-1977, 12º posto in Serie A), la Roma (1977-1978, 12º posto in Serie A), dove fu sostituito da Valcareggi durante la stagione 1978-1979, il Pescara (1979-1980, 16º posto in Serie A e conseguente retrocessione in B), l'Udinese (1980-1981, 10º posto in Serie A), il Perugia (1981-1982, 6º posto in Serie B), il Cagliari (1982-1983, 14º posto in Serie A e retrocessione in Serie B) e il Palermo, dove fu esonerato dopo la 30ª giornata del campionato di Serie B 1983-1984.
Alla fine della stagione 1985-1986 tornò nuovamente alla guida del Cagliari in Serie B, sostituendo Renzo Ulivieri e portando la squadra alla salvezza. Sempre in quella stagione raggiunse uno dei risultati più importanti nella sua decennale carriera di allenatore, dove nei quarti di Coppa Italia, dopo l'1 a 1 dell'andata, il Cagliari eliminò la Juventus di Platini con un pareggio per 2 a 2 al Comunale di Torino, qualificandosi per la semifinale, poi vinta dal Napoli di Maradona. L'anno successivo non riuscì ad evitare la retrocessione in Serie C1.
Dopo tre anni di inattività, nel 1990 divenne allenatore della Cremonese, che portò alla promozione in Serie A. Nel 1992, dopo la retrocessione in Serie B dei grigiorossi, tornò come direttore tecnico (con Ugo Tomeazzi in panchina) al Mantova, che portò dalla Serie C2 alla Serie C1 prima di concludere la carriera nel calcio.
Il 7 agosto 2018, è morto nella sua casa di Folgaria (TN), dove era in vacanza con la moglie, all'età di 85 anni.

## Statistiche

### Statistiche da allenatore
In grassetto le competizioni vinte.
| Stagione            | Squadra          | Campionato       | Campionato | Campionato | Campionato | Campionato | Coppe nazionali | Coppe nazionali | Coppe nazionali | Coppe nazionali | Coppe nazionali | Coppe continentali | Coppe continentali | Coppe continentali | Coppe continentali | Coppe continentali | Altre coppe | Altre coppe | Altre coppe | Altre coppe | Altre coppe | Totale | Totale | Totale | Totale | Vittorie % |
| Stagione            | Squadra          | Comp             | G          | V          | N          | P          | Comp            | G               | V               | N               | P               | Comp               | G                  | V                  | N                  | P                  | Comp        | G           | V           | N           | P           | G      | V      | N      | P      | %          |
| ------------------- | ---------------- | ---------------- | ---------- | ---------- | ---------- | ---------- | --------------- | --------------- | --------------- | --------------- | --------------- | ------------------ | ------------------ | ------------------ | ------------------ | ------------------ | ----------- | ----------- | ----------- | ----------- | ----------- | ------ | ------ | ------ | ------ | ---------- |
| dic.1968-1969       | Mantova          | B                | 24         | 8          | 10         | 6          | CI              | 0               | 0               | 0               | 0               | -                  | -                  | -                  | -                  | -                  | -           | -           | -           | -           | -           | 24     | 8      | 10     | 6      | 33,33      |
| 1969-1970           | Mantova          | B                | 38         | 12         | 23         | 3          | CI              | 3               | 1               | 2               | 0               | -                  | -                  | -                  | -                  | -                  | -           | -           | -           | -           | -           | 41     | 13     | 25     | 3      | 31,71      |
| 1970-1971           | Mantova          | B                | 38         | 17         | 14         | 7          | CI              | 3               | 2               | 0               | 1               | -                  | -                  | -                  | -                  | -                  | -           | -           | -           | -           | -           | 41     | 19     | 14     | 8      | 46,34      |
| Totale Mantova      | Totale Mantova   | Totale Mantova   | 100        | 37         | 47         | 16         |                 | 6               | 3               | 2               | 1               |                    | -                  | -                  | -                  | -                  |             | -           | -           | -           | -           | 106    | 40     | 49     | 17     | 37,74      |
| 1971-1972           | Torino           | A                | 30         | 17         | 8          | 5          | CI              | 6               | 2               | 2               | 2               | CdC                | 6                  | 3                  | 2                  | 1                  | CdL         | 2           | 0           | 0           | 2           | 44     | 22     | 12     | 10     | 50,00      |
| 1972-1973           | Torino           | A                | 30         | 11         | 9          | 10         | CI              | 4               | 1               | 2               | 1               | CU                 | 2                  | 1                  | 0                  | 1                  | CAI         | 4           | 0           | 2           | 2           | 40     | 13     | 13     | 14     | 32,50      |
| 1973-mar. 1974      | Torino           | A                | 19         | 5          | 9          | 5          | CI              | 4               | 2               | 1               | 1               | CU                 | 2                  | 0                  | 0                  | 2                  | -           | -           | -           | -           | -           | 25     | 7      | 10     | 8      | 28,00      |
| Totale Torino       | Totale Torino    | Totale Torino    | 79         | 33         | 26         | 20         |                 | 14              | 5               | 5               | 4               |                    | 10                 | 4                  | 2                  | 4                  |             | 6           | 0           | 2           | 4           | 109    | 42     | 35     | 32     | 38,53      |
| 1974-1975           | Milan            | A                | 30         | 12         | 12         | 6          | CI              | 11              | 6               | 3               | 2               | -                  | -                  | -                  | -                  | -                  | -           | -           | -           | -           | -           | 41     | 18     | 15     | 8      | 43,90      |
| ago.-set. 1975      | Milan            | A                | 0          | 0          | 0          | 0          | CI              | 4               | 3               | 1               | 0               | CU                 | 2                  | 1                  | 1                  | 0                  | -           | -           | -           | -           | -           | 6      | 4      | 2      | 0      | 66,67      |
| Totale Milan        | Totale Milan     | Totale Milan     | 30         | 12         | 12         | 6          |                 | 15              | 9               | 4               | 2               |                    | 2                  | 1                  | 1                  | 0                  |             | -           | -           | -           | -           | 47     | 22     | 17     | 8      | 46,81      |
| 1976-gen. 1977      | Bologna          | A                | 12         | 1          | 5          | 6          | CI              | 4               | 3               | 1               | 0               | -                  | -                  | -                  | -                  | -                  | -           | -           | -           | -           | -           | 16     | 4      | 6      | 6      | 25,00      |
| 1977-1978           | Roma             | A                | 30         | 8          | 12         | 10         | CI              | 4               | 3               | 0               | 1               | -                  | -                  | -                  | -                  | -                  | CE          | 6           | 3           | 1           | 2           | 40     | 14     | 13     | 13     | 35,00      |
| ago.-nov. 1978      | Roma             | A                | 6          | 1          | 1          | 4          | CI              | 4               | 2               | 0               | 2               | -                  | -                  | -                  | -                  | -                  | -           | -           | -           | -           | -           | 10     | 3      | 1      | 6      | 30,00      |
| Totale Roma         | Totale Roma      | Totale Roma      | 36         | 9          | 13         | 14         |                 | 8               | 5               | 0               | 3               |                    | -                  | -                  | -                  | -                  |             | 6           | 3           | 1           | 2           | 50     | 17     | 14     | 19     | 34,00      |
| ott. 1979-1980      | Pescara          | A                | 25         | 4          | 7          | 14         | CI              | 0               | 0               | 0               | 0               | -                  | -                  | -                  | -                  | -                  | -           | -           | -           | -           | -           | 25     | 4      | 7      | 14     | 16,00      |
| ott. 1980-feb. 1981 | Udinese          | A                | 12         | 2          | 4          | 6          | CI              | 0               | 0               | 0               | 0               | -                  | -                  | -                  | -                  | -                  | TC          | 2           | 0           | 1           | 1           | 14     | 2      | 5      | 7      | 14,29      |
| 1981-1982           | Perugia          | B                | 38         | 16         | 10         | 12         | CI              | 4               | 1               | 3               | 0               | -                  | -                  | -                  | -                  | -                  | -           | -           | -           | -           | -           | 42     | 17     | 13     | 12     | 40,48      |
| 1982-1983           | Cagliari         | A                | 30         | 6          | 14         | 10         | CI              | 7               | 2               | 3               | 2               | -                  | -                  | -                  | -                  | -                  | -           | -           | -           | -           | -           | 37     | 8      | 17     | 12     | 21,62      |
| 1983-apr. 1984      | Palermo          | B                | 30         | 6          | 12         | 12         | CI              | 5               | 0               | 2               | 3               | -                  | -                  | -                  | -                  | -                  | -           | -           | -           | -           | -           | 35     | 6      | 14     | 15     | 17,14      |
| feb.-giu. 1986      | Cagliari         | B                | 16         | 8          | 3          | 5          | CI              | 0               | 0               | 0               | 0               | -                  | -                  | -                  | -                  | -                  | -           | -           | -           | -           | -           | 16     | 8      | 3      | 5      | 50,00      |
| 1986-1987           | Cagliari         | B                | 38         | 9          | 13         | 16         | CI              | 11              | 2               | 7               | 2               | -                  | -                  | -                  | -                  | -                  | -           | -           | -           | -           | -           | 49     | 11     | 20     | 18     | 22,45      |
| Totale Cagliari     | Totale Cagliari  | Totale Cagliari  | 84         | 23         | 30         | 31         |                 | 18              | 4               | 10              | 4               |                    | -                  | -                  | -                  | -                  |             | -           | -           | -           | -           | 102    | 27     | 40     | 35     | 26,47      |
| feb.-giu. 1991      | Cremonese        | B                | 15         | 5          | 10         | 0          | CI              | 0               | 0               | 0               | 0               | -                  | -                  | -                  | -                  | -                  | -           | -           | -           | -           | -           | 15     | 5      | 10     | 0      | 33,33      |
| 1991-1992           | Cremonese        | A                | 34         | 5          | 10         | 19         | CI              | 2               | 0               | 1               | 1               | -                  | -                  | -                  | -                  | -                  | -           | -           | -           | -           | -           | 36     | 5      | 11     | 20     | 13,89      |
| Totale Cremonese    | Totale Cremonese | Totale Cremonese | 49         | 10         | 20         | 19         |                 | 2               | 0               | 1               | 1               |                    | -                  | -                  | -                  | -                  |             | -           | -           | -           | -           | 51     | 10     | 21     | 20     | 19,61      |
| Totale carriera     | Totale carriera  | Totale carriera  | 495        | 153        | 186        | 156        |                 | 76              | 30              | 28              | 18              |                    | 12                 | 5                  | 3                  | 4                  |             | 14          | 3           | 4           | 7           | 597    | 192    | 221    | 185    | 32,16      |

## Palmarès

### Giocatore

#### Competizioni nazionali
- IV Serie: 1

Reggiana: 1955-1956
- Campionato Interregionale: 1

Mantova: 1957-1958
- Serie C: 1

Mantova: 1958-1959

#### Competizioni regionali
- Promozione: 1

Olbia: 1952-1953

### Allenatore
- Campionato italiano di Serie B: 1

Mantova: 1970-1971
- Serie C2: 1

Mantova: 1992-1993
- Campionato italiano di Serie B: 3

Cremonese: 1990-1991